# Gran Premio de Espéraza
El Gran Premio de Espéraza (en francés: Grand Prix cycliste d'Espéraza) fue una competición ciclista de un día que se disputaba en Espéraza. A paser de un intento de reaparición en 1996, la carrera no se disputa desde 1967.

## Palmarés
| Año       | Vencedor             | Segundo             | Tercero              |
| --------- | -------------------- | ------------------- | -------------------- |
| 1935      | Olivier              | Clément             | Reville              |
| 1936      | Robert Tanneveau     | René Debenne        | Rafael Ramos         |
| 1937      | Louis Aimar          | Oreste Bernardoni   | Raymond Louviot      |
| 1938      | Marcel Kint          | Antonio Arnaldi     | Faixa                |
| 1939-1940 | No se disputó        |                     |                      |
| 1941      | Victor Pernak        | Lucien Lauk         | Benoît Faure         |
| 1942      | Marcel Laurent       | Lucien Lauk         | Willy Kern           |
| 1943      | Pierre Brambilla     | Albert Fonteyne     | Giuseppe Martino     |
| 1944      | No se disputó        |                     |                      |
| 1945      | Maurice Desimpelaere | Lucien Vlaemynck    | André Pieters        |
| 1946      | Joseph Berrini       | Lucien Lauk         | Félix Bermudez       |
| 1947      | Maurice Diot         | Roger Lambrecht     | Lucien Lauk          |
| 1948      | Attilio Redolfi      | Maurice Diot        | Édouard Pamboukdjian |
| 1949      | Alfred Macorig       | Albert Dolhats      | Pascal Gnazzo        |
| 1950      | Henri Chardonnet     | Alexandre Pawlisiak | Antonin Canavese     |
| 1951      | Dominique Canavese   | Louis Forlini       | Roger Rioland        |
| 1952      | Robert Chapatte      | Robert Desbats      | Louis Caput          |
| 1953      | Édouard Muller       | Albert Dolhats      | Élie Rascagnières    |
| 1954      | Louison Bobet        | Albert Dolhats      | Louis Caput          |
| 1955      | Jacques Dupont       | Jean Dacquay        | Jean-Marie Cieleska  |
| 1956      | Jean-Marie Cieleska  | Jacques Dupont      | François Siniscalchi |
| 1957      | Maurice Quentin      | Emmanuel Busto      | Philippe Agut        |
| 1958      | Jean Milesi          | André Dupré         | Marcel Camillo       |
| 1959      | Jean-Marie Cieleska  | René Pavard         | Emmanuel Busto       |
| 1960      | Jean Zolnowski       | Valentin Huot       | Tino Sabbadini       |
| 1961      | Fernand Delort       | Tino Sabbadini      | Claude Leclercq      |
| 1962      | Fernand Delort       | Aristide Tarri      | André Le Dissez      |
| 1963      | André Delort         | Pierre Beuffeuil    | Fernand Delort       |
| 1964      | ?                    | ?                   | ?                    |
| 1965      | Seamus Elliott       | Claude Gabard       | Jean-Pierre Arnaud   |
| 1966      | Robert Cazala        | Christian Leduc     | Jean-Pierre Genet    |
| 1967      | Joseph Schoeters     | Serge Lapébie       | Graham Webb          |
| 1968-1995 | No se disputó        |                     |                      |
| 1996      | Emmanuel Bonnet      | Christophe Allin    | Vincent Cali         |